# Zuidwal-gasveld
Het Zuidwal-gasveld is het enige gasveld onder de Waddenzee dat vanaf een boorplatform is aangeboord.
Het gasveld werd in 1988 in productie genomen door het Franse bedrijf Petroland. Dat gebeurde na een jarenlange strijd over de milieuaspecten. De Waddenvereniging was bevreesd voor een negatieve invloed op de natuur van onder andere het nabijgelegen eiland Griend. De Raad van State, waar dit aanhandig werd gemaakt, vond het echter niet mogelijk onderzoek en exploitatie tegen te houden.
Het Canadese bedrijf Vermilion Energy, dat de exploitatie van Petroland overnam, heeft in 2021 te kennen gegeven de tien boorputten te willen sluiten en de installaties te zullen ontmantelen. Dit kan enkele jaren in beslag nemen. De productie werd begin 2021 al stilgelegd.
Er is in totaal 14,3 miljard kubieke meter aardgas gewonnen, minder dan de 20 miljard kuub die oorspronkelijk werd verwacht. Er werd aanvankelijk uitgegaan van een bodemdaling als gevolg van de gaswinning van 23 centimeter, maar doordat er minder gas werd gewonnen dan begroot en dankzij natuurlijke zandafzetting bleef de daling uiteindelijk beperkt tot gemiddeld negen centimeter.